# IGN
IGN(과거 이름: Imagine Games Network)는 컴퓨터·비디오 게임의 뉴스와 리뷰를 제공하는 사이트이다. 자회사로 게임스파이, 게임스태츠와 애스크맨을 소유하고 있다.
IGN의 메인 웹사이트는 몇 개의 특정한 사이트들, 혹은 "채널"들로 구성되어있는데, 각각 IGN의 서브도메인이며 엔터테인먼트의 각 분야별로 나뉘어 있다.
게임 관련 채널에는 PC 게임, 위, 닌텐도 DS, 엑스박스 360, 플레이스테이션 2, 플레이스테이션 3, 플레이스테이션 포터블, 엑스박스 라이브, 레트로, 아이폰 게임 등을 다룬다. 덧붙여 IGN은 영화, 음악, 기술, 스포츠, 만화책, 텔레비전 등에 관련된 채널이 존재한다.
IGN은 2018년 8월. IGN Korea라는 이름의 한국판을 출시하기 위해 Fatmouse와 파트너 관계를 맺었다.
이후 Fatmouse와 계약이 종료되고, 현재는 IGN이 직접 한국판을 운영하고 있다.

## 같이 보기
- 게임스팟
- 게임 랭킹스